# William Elliott Gonzales
William Elliott Gonzales (* 24. April 1866 in Charleston, South Carolina; † 20. Oktober 1937 in Columbia, South Carolina) war ein US-amerikanischer Diplomat.

## Leben
Seine Eltern waren Harriet Rutledge Elliott und Ambrosio José Gonzales. Er heiratete am 2. Februar 1887 Sarah C. Shiver. Gonzales war Mitglied der Demokratischen Partei und nahm in der US Army am Spanisch-Amerikanischen Krieg teil. Am 21. Juni 1913 wurde William Gonzales von Woodrow Wilson als Botschafter der Vereinigten Staaten nach Kuba entsandt. Am 9. August 1913 übergab er sein Akkreditierungsschreiben an die Menocal-Regierung.
Als Kuba dem Deutschen Reich im August 1917 den Krieg erklärte, wurden in kubanischen Häfen fünf deutsche Schiffe aufgebracht: vier große Dampfschiffe (Bavaria, Oilvant, Adelheid, Constantia) sowie die Kadonia, welche zusammen etwa 20.000 Bruttoregistertonnen hatten und William E. Gonzales entgeltfrei übergeben wurden. Am 18. Dezember 1919 verließ er den Botschafterposten in Havanna.
Am 10. September 1919 wurde er von Woodrow Wilson als Botschafter nach Peru entsandt und übergab am 24. April 1920 sein Akkreditierungsschreiben an die Regierung von Augusto Leguía y Salcedo. Am 11. Oktober 1921 verließ er den Botschafterposten in Lima.

### Mord in Columbia
Am 15. Januar 1903 13:00h erschoss James Hammond Tillman „Jim“ (27. Juni 1869 – 1. April 1911) den Zeitungsverleger Narciso Gener Gonzales.
Die Zeitung des Opfers The Columbia State, hatte vor der Parlamentswahl Tillman als Lügner und Betrüger bezeichnet.
Im September 1903 wurde ein Gerichtsprozess in Richland County gegen Tillman veranstaltet.
Der vorsitzende Richter Frank Gary, war im Haus des Onkels des Angeklagten, des ehemaligen Lieutenant Governor von Shout Carolina und mittlerweile Senator Benjamin Tillman als Cousin Frank bekannt.
Der Staatsanwalt war J. William Thurmond, Vater von Strom Thurmond.
Jim Tillman hatte Thurmond sechs Jahre vorher als Anwalt verteidigt, als dieser wegen Mord angeklagt war.
Der Gerichtsschreiber war James F. Byrnes.
Der Onkel des Angeklagten Senator Benjamin Ryan Tillman nahm als Zuschauer am Prozess teil.
Nach zwanzig Stunden Beratung, entschied die Jury, nicht schuldig.
Die Brüder Gonzalez, zu welchen William E. Gonzalez gehörte, übernahmen The Columbia State.
The Columbia State bezeichnete den Prozess als Farce und sammelte Geld für ein Denkmal für den ermordeten Herausgeber. Als es Benjamin Ryan Tillman gesundheitlich schlecht ging, bat er um Vergebung seiner Sünden.
Woodrow Wilson ebenfalls von der Demokratischen Partei erhörte ihn und sandte einen Gonzalez nach Kuba.